# 前鳞骨鲻
前鳞骨鲻（学名：Osteomugil ophuyseni）为鲻科骨鲻属的鱼类，俗名青蚬仔、前鳞鲻、开氏鲻、加剥。分布于印度尼西亚至中国以及南海、台湾海峡等海域，多栖息于浅海咸淡水交汇处。该物种的模式产地在苏门答腊。